# Philip Rachinger
Philip Rachinger (geboren am 25. April 1989) ist ein österreichischer Koch und Gastronom.

## Biographie
Philip Rachinger ist der Sohn von Helmut Rachinger, Küchenchef und Mitinhaber des Mühltalhofs, eines Hotel- und Gastronomiebetriebs in Neufelden (Oberösterreich), der sich in sechster Generation im Besitz der Familie befindet.
Er absolvierte eine duale Ausbildung an den Tourismusschulen Salzkammergut in Bad Ischl, die er mit der Matura und der Lehre zum Koch abschloss.
Ab 2010 kochte er zwei Jahre lang im "Steirereck" am Pogusch und in Wien. Danach ging er nach London, wo er zuerst im Sketch bei Pierre Gagnaire arbeitete und danach als Souschef für Isaac McHale im Clove Club. 2013 zog er nach Paris, wo er für Sven Chartier im Saturne arbeitete. Ende desselben Jahres kehrte Rachinger zurück nach Österreich. Hier arbeitete er anfangs neben seinem Vater als Co-Chefkoch im Mühltalhof wo er für  die Vorspeisen, die Nachspeisen und den Einkauf verantwortlich war.
Seit 2018 ist Rachinger der Küchenchef des Mühltalhofs. Im integrierten Restaurant „Ois“ werden Gäste am Abend mit einem Zwölf-Gänge-Menü bekocht. Seit 2020 betreibt er zudem das Bräustüberl "Hopfen und Schmalz" in Neufelden.
Rachinger ist neben Lukas Mraz und Felix Schellhorn, Mitbegründer der „Healthy Boy Band“, welche sich nach einem Gelinaz! Event im Mühltalhof 2017 gegründet hat. Das Kollektiv ist ein Kunst-Kulinarik-Kombinat. Neben einzelnen Events und Performances, sind sie auch Herausgeber des „The Healthy Times“ Magazins. Das Trio engagiert sich vor allem auch  gegen Rassismus und steht für Inklusion, Toleranz und eine offene Gesellschaft. Bei ihrem Ukraine-Charity-Pop-Up »Helfi Boys – Fine Dine for Ukraine« in Wien und Bregenz wurden binnen weniger Stunden 57.000 Euro gesammelt zur Unterstützung der Ukraine.
Im April 2022 war Rachinger einer der drei Gastköche „Best of Österreich 2.0“ im Restaurant Ikarus im Hangar-7 in Salzburg.

## Privates
Rachinger hat zwei Töchter.

## Mitgliedschaften
- JRE - JEUNES RESTAURATEURS[6]

## Fernsehauftritte
2021 war er in der Fernsehsendung Kitchen Impossible mit Tim Mälzer gegen Sepp Schellhorn als Originalkoch zu sehen. 2022 trat er zusammen mit Felix Schellhorn und Lukas Mraz gegen Tim Mälzer und Sepp Schellhorn bei  Kitchen Impossible an. Im Frühjahr 2022 wurde er in der Sendung „Restaurantlegenden“ auf ServusTV mit seinem Familienbetrieb porträtiert. Im Rahmen der „Best of Österreich 2.0“ im "Restaurant Ikarus" im Hangar-7 in Salzburg gab es auch eine Ausstrahlung auf ServusTV.

## Publikationen
- 20120: Kochbuch „99 Solutions but 1 Problem“[11]
- 2020: Magazin „The Healthy Times“ Issue 1[12]
- 2021: Magazin „The Healthy Times“ Issue 2[13]
- 2022: Magazin „The Healthy Times“ Issue 3[14]

## Auszeichnungen
- 2022: Gault Millau 18.5 von 20 möglichen Punkten - Vier Hauben Gault-Millau[15]
- 2022: Platz 11 der Liste „Die 100 besten Köche Österreichs“ - "100 best Chefs"
- 2022: 97 Punkte, 4 Gabeln, Restaurant Ois Bundeslandsieger der besten Restaurants Österreich im Falstaff Restaurantguide[16]